# Nonoava
Nonoava é um município do estado de Chihuahua, no México.